# آنتونیا پالاسیوس
آنتونیا پالاسیوس (۱۳ مه ۱۹۰۴–۲۰۰۱) شاعر، رمان‌نویس و مقاله‌نویس برجسته ونزوئلایی بود که موفق به دریافت جایزه ملی ادبیات در سال ۱۹۷۶ و جایزه شهرداری برای ادبیات در سال ۱۹۸۲ شد.او به همراه چهره‌های ادبی مطرحی چون میگویل اوترو سیلوا، پابلو روخاس گواردیا و لوئیس کاسترو، از اعضای نسل ۱۹۲۸ محسوب می‌شد.

## زندگی
آنتونیا پالاسیوس در سال ۱۹۰۴ در کاراکاس، ونزوئلا به دنیا آمد. تحصیلات ابتدایی را به سختی گذراند، اما مادرش که به سنت آن زمان پایبند بود، مسئولیت پرورش فرهنگی او را با آشنا کردنش با دنیای کتاب و هنر بر عهده گرفت. پدرش آندرس پالاسیوس، مهندس و از نوادگان مستقیم بونیفاسیو پالاسیوس (عموی سیمون بولیوار) بود و مادرش ایزابل کاسپرس، خواهرزاده ازکیل زامورا محسوب می‌شد. با وجود اصالت خانوادگی قابل توجه، خانواده پالاسیوس از نظر مالی در تنگنا به سر می‌برد. دوران کودکی او در محله‌های لا کاندلاریا، پلازا دل پانتئون و مایکتیا سپری شد که تفاوت چندانی با زندگی هم‌سن و سالانش نداشت.
پس از وقایع سال ۱۹۲۸، آنتونیا به فعالیت‌های مختلفی روی آورد. در سال ۱۹۲۹، در خانه او بود که گروه نظری صفر شکل گرفت که بعدها به دلیل فشارهای سیاسی منحل شد.
مدتی بعد با کارلوس ادواردو فریاس، سردبیر مجله الیت ازدواج کرد. در سال ۱۹۳۵ با تولد پسرش فرنان، اولین آثار ادبی خود را با نام مستعار در همین مجله منتشر کرد. در دوران حکومت الازار لوپز کنترراس، همسرش به خدمات دیپلماتیک پیوست و آنها مدتی در پاریس و ژنو اقامت داشتند. حاصل این تجربه، انتشار مقاله پاریس و سه خاطره در سال ۱۹۴۴ بود.
در سال ۱۹۴۱ دخترش ماریا آنتونیا به دنیا آمد که استعداد خارق‌العاده‌ای در نوازندگی پیانو داشت، اما متأسفانه در جوانی به دلیل دیابت نوع یک درگذشت. در سال ۱۹۴۹ تنها رمان او با عنوان آنا ایزابل، یک دختر شایسته در بوئنوس آیرس منتشر شد که خاطرات کودکی شاد قهرمان داستان را در بافت تاریخی مناطق مرکزی کاراکاس روایت می‌کرد.
بین سال‌های ۱۹۵۵ تا ۱۹۵۶ برای پیشرفت موسیقی دخترش مدتی در نیویورک اقامت داشت. پس از بازگشت به کاراکاس، هریت سر (از برجسته‌ترین معلمان پیانو در آمریکا) از استعداد دخترش حمایت کرد. در سال ۱۹۵۷ آنتونیا و دخترش برای تحصیلات موسیقی به اروپا رفتند و ابتدا در رم و سپس در وین ساکن شدند، اما دخترش ناگهان از موسیقی دست کشید و به کاراکاس بازگشت، جایی که بیماری دیابت او تشدید شد و سرانجام پس از ازدواج و مشارکت در فعالیت‌های چپ افراطی درگذشت. این واقعه ضربه روحی شدیدی برای آنتونیا بود که هرگز کاملاً بهبود نیافت.
در سال ۱۹۷۲ با مجموعه داستان‌های جزیره‌ای به صحنه ادبیات بازگشت و در سال ۱۹۷۳ متون تبعیدی را منتشر کرد.
در سال ۱۹۷۶ به عنوان داور جایزه رمان رومولو گالیگوس انتخاب شد و به پیشنهاد اسوالدو ترخو، کارگاه روایی سلارگ را راه‌اندازی کرد که منجر به تأسیس کارگاه روایی شخصی او در آلتامیرا شد. حاصل این کارگاه انتشار مجموعه برگ‌های کالیکانتو بود.
از آخرین آثار منتشر شده او می‌توان به موارد زیر اشاره کرد:
مربعی که فضای نگران‌کننده‌ای را اشغال می‌کند (داستان‌های کوتاه، ۱۹۸۱)
- سایه چندگانه (۱۹۸۳)
- سنگ و آینه (۱۹۸۵)
- داستان‌ها و مصیبت‌ها (۱۹۸۹)
- به بلندای یاد خاطرات (۱۹۸۹)
- راز رویا"(۱۹۹۳)

آنتونیا پالاسیوس سرانجام در ۱۳ مارس ۲۰۰۱ در آلتامیرای کاراکاس درگذشت. سال‌های پایانی عمر او با تنهایی و کاهش شنوایی همراه بود.

## جوایز و افتخارات
او جایزه ملی ادبیات را برای اثر روز طولانی از پیش امن در سال ۱۹۷۵ دریافت کرد.

## آثار برگزیده
- (1945) París y tres recuerdos
- (1955) Viaje al Frailejón
- (1964) Crónica de las horas
- (۱۹۶۹) آنا ایزابل: una niña decente: رمان
- (1972) Los Insulares
- (1973) Viaje al frailejón
- (1975) El largo día ya seguro: relatos
- (1978) Textos del desalojo
- (1982) Una Plaza ocupando un espacio desconcertante: relatos، ۱۹۷۴–۱۹۷۷
- (1983) Multiplicada sombra
- (1983) Cronicas de la Horas

## کتابشناسی
- Miranda, Julio E. (2001). Antología histórica de la poesía venezolana del siglo XX, 1907-1996. La Editorial, UPR. ISBN 978-0-8477-0121-6.
- Palacios, Antonia; Crespo, Luis Alberto; Ortega, Antonio López (1 January 1989). Ficciones y aflicciones. Fundacion Biblioteca Ayacuch. ISBN 978-980-276-104-3.